# Orthonevra pulchella
Orthonevra pulchella là một loài ruồi trong họ Ruồi giả ong (Syrphidae). Loài này được Williston mô tả khoa học đầu tiên năm 1887. Orthonevra pulchella phân bố ở vùng Cổ Bắc giới